# Gabinete Caxias II
O Gabinete Caxias II foi o ministério formado pelo Partido Conservador em 2 de março de 1861 e dissolvido em 24 de maio de 1862. Foi chefiado por Luís Alves de Lima e Silva, Marquês de Caxias, sendo o 12º gabinete do Império do Brasil após o estabelecimento do Decreto n.º 523 de 1847. Foi antecedido pelo Gabinete Ferraz e sucedido pelo Gabinete Zacarias I.

## Contexto
Segundo Sérgio Buarque de Holanda (2004):
A convocação do militar para o alto posto foi interpretada como resposta do Imperador à vitória liberal, anúncio de repressão - hipótese sem fundamento, seja por D. Pedro II, seja por Caxias. [...] Não havia homogeneidade de vistas, como se nota na presença de um Saraiva ao lado de um Saião Lobato, aquele moderado, este conservador histórico, intransigente - vermelho ou puritano, como se dizia. [...] Pela primeira vez era nomeado alguém para a Agricultura: a escolha recaiu em um oficial da Armada, que era ministro da Marinha, para logo passar a Manuel Felizardo, conhecido chefe conservador que já fora Ministro da Guerra. Não era bom começo para a pasta.

## Composição

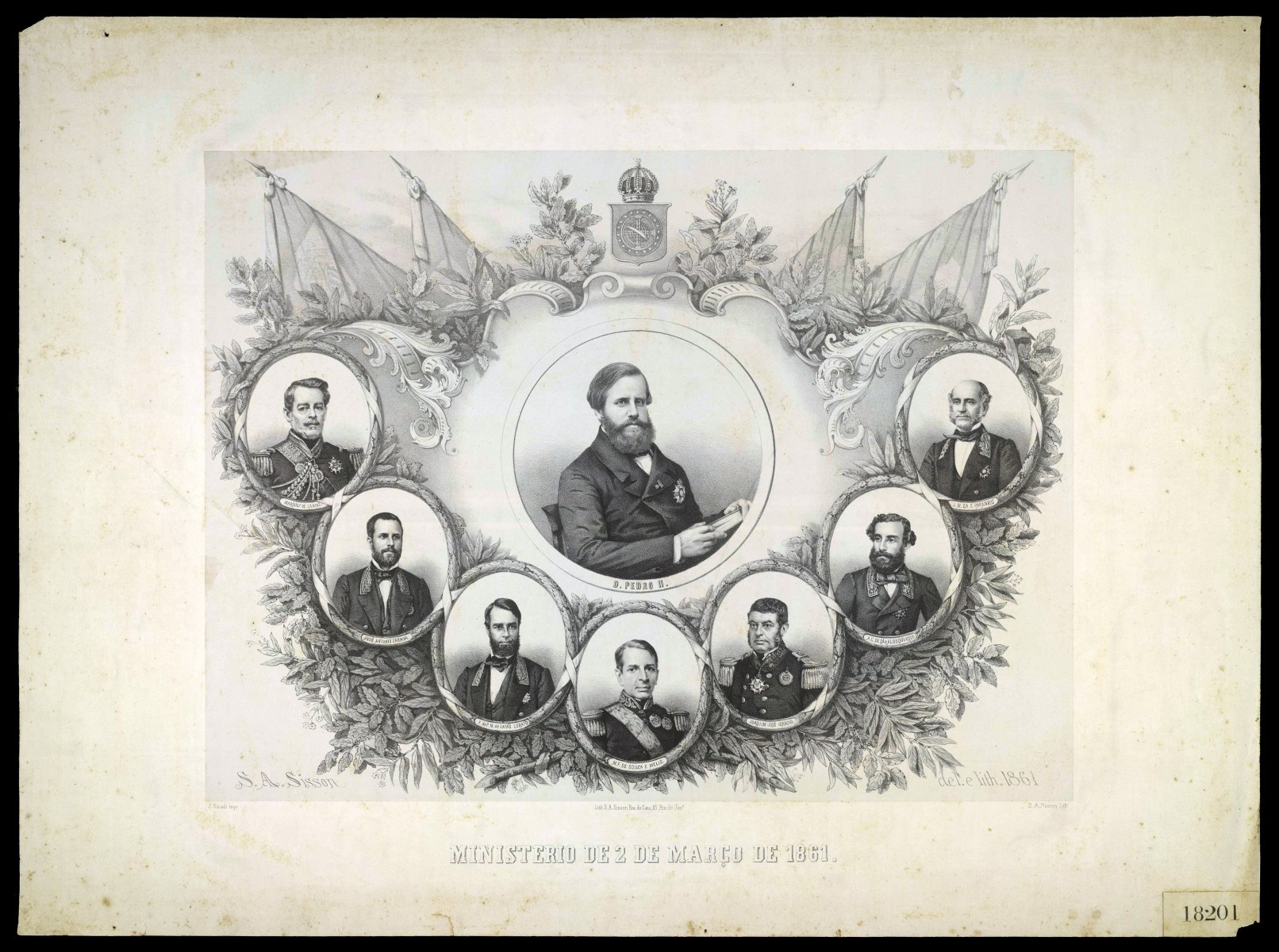
Imagem comemorativa ao Gabinete Caxias feita por Sébastien Auguste Sisson em 1861.

O gabinete foi composto da seguinte forma:
- Presidente do Conselho de Ministros: Luís Alves de Lima e Silva, Marquês de Caxias.
- Ministro dos Negócios do Império: Francisco de Paula Negreiros de Saião Lobato, interino; substituído em 21 de abril de 1861 por José Antônio Saraiva, que, por sua vez, foi substituído a 10 de julho de 1861 por José Ildefonso de Sousa Ramos.
- Ministro da Justiça: Francisco de Paula Negreiros de Saião Lobato.
- Ministro dos Estrangeiros: José Maria da Silva Paranhos, interino; substituído a 21 de abril por Antônio Coelho de Sá e Albuquerque, que, por sua vez, foi substituído a 10 de julho por Benevenuto Augusto Magalhães Taques.
- Ministro da Fazenda: José Maria da Silva Paranhos.
- Ministro da Marinha: Joaquim José Inácio.
- Ministro da Guerra: Luís Alves de Lima e Silva.
- Ministro da Agricultura, Comércio e Obras Públicas: Joaquim José Inácio; substituído a 21 de abril por Manuel Felizardo de Sousa e Melo.

## Programa de governo
Segundo o Presidente do Conselho de Ministros (1861):
Os princípios do gabinete estão bem indicados pelos antecedentes das pessoas que dele fazem parte. Os meus colegas e eu somos conhecidos; por isso penso que me posso dispensar de dizer qual o sentido em que dirigimos os negócios da governança. Entendo que presentemente o país quer, sobretudo, a rigorosa observância da Constituição e das leis e a mais severa e discreta economia dos dinheiros públicos, atentas às circunstâncias do nosso atual estado financeiro. Os atos, senhores, devem valer mais do que as palavras, e peço a todos que nos julguem por nossos atos.
O gabinete apresentou o seguinte programa de governo:
- Melhorar o sistema administrativo das províncias.
- Reformar a legislação do Exército e da Armada.
- Melhorar os meios de comunicação.
- Incentivar a imigração.
- Fundar escolas práticas de agricultura.
- Aperfeiçoar a administração da Justiça.

## Legislação aprovada
O gabinete aprovou a seguinte legislação:
- Decreto nº 2.778 de 20 de abril de 1861: Concede aos oficiais generais do Exército e Armada, que tiverem certo tempo de serviço efetivo, a comenda e grã-cruz da Ordem de São Bento de Avis.
- Decreto nº 2.787 de 26 de abril de 1861: Promulga a convenção consular entre o Brasil e a França.
- Decreto nº 2.790 de 1 de maio de 1861: Estabelece uma escola prática de artilharia e mais armas de fogo, etc., no serviço da Armada.
- Decreto nº 2.853 de 7 de dezembro de 1861: Regula a concessão de condecorações das ordens honoríficas do Império.
- Decreto nº 2.898 de 12 de março de 1862: Alterna os decretos nº 39 de 15 de janeiro de 1840 e nº 295 de 17 de maio de 1843, estabelecendo a maneira de se concederem águas dos aquedutos públicos da Corte para a serventia das casas e chácaras particulares.
- Decreto nº 2.899 de 15 de março de 1862: Altera algumas das disposições do regulamento dos telégrafos elétricos, etc., aprovado por Decreto nº 2.614 de 21 de julho de 1860.
- Decreto nº 2.920 ·de 7 de maio de 1862: Aprova o novo contrato celebrado com o Barão de Mauá para iluminação a gás da cidade do Rio de Janeiro.
- Decreto nº 2.921 de 7 de maio de 1862: Promulga o tratado celebrado pelo Brasil e várias potências da Europa com o Reino de Hanôver para abolição definitiva, por meio de resgate, do direito de Stade ou Brunshausen.
- Decreto nº 2.922 de 10 de maio de 1862: Cria um corpo de engenheiros civis do Ministério da Agricultura, etc., e aprovando o seu regulamento.
- Decreto nº 2.925 de 11 de maio de 1862: Aprova o regulamento para o serviço de inspeção das obras públicas do município da Corte.
- Decreto nº 2.926 de 14 de maio de 1862: Aprova o regulamento para as arrematações dos serviços a cargo do Ministério da Agricultura, etc.